# کارگالا (باشقیرستان)
کارگالا (انگلیسی: Kargala, Republic of Bashkortostan) یک شهرک در شهرستان زیانچورینسکی استان باشقیرستان کشور روسیه است.